# Rhynchosia longissima
Rhynchosia longissima är en ärtväxtart som beskrevs av Lucien Leon Hauman. Rhynchosia longissima ingår i släktet Rhynchosia och familjen ärtväxter. Inga underarter finns listade i Catalogue of Life.